# Land- und Stadtgericht Inowraclaw
Das Land- und Stadtgericht Inowraclaw war von 1834 bis 1849 ein preußisches Land- und Stadtgericht mit Sitz in Inowrocław.

## Geschichte
Nach dem Ende der Franzosenzeit wurde die der französische Gerichtsorganisation entsprechende Gerichtsorganisation im Herzogtum Warschau 1815 zunächst von Preußen übernommen. Das Friedensgericht Inowrocław wurde fortgeführt und dem Landgericht Bromberg zugeordnet. 1834 wurde die Gerichtsorganisation geändert und einheitlich Land- und Stadtgerichte gebildet. In dem Sprengel des neu geschaffenen Oberlandesgerichtes Bromberg bestanden 9 dieser Gerichte, darunter das Land- und Stadtgericht Inowraclaw. Das Land- und Stadtgericht Inowraclaw (polnisch: Sąd Ziemsko-Mieyski w Inowrocławiu) nahm am 27. April 1835 seine Arbeit auf.
Das Land- und Stadtgericht Inowraclaw war für den Kreis Inowraclaw zuständig. Dazu gehörten die Städte Inowraclaw mit 4761 Einwohnern (1838), Strelno mit 1881 Einwohnern, Gniewkowo mit 952 Einwohnern und Kruschwitz mit 306 Einwohnern sowie 411 Dorfschaften mit 43.606 Einwohnern. Zusammen gab es damit 51.506 Gerichtseingesessene. Gerichtstage wurden in Strelno und im Dorf Chelmce gehalten.
Am Gericht waren ein Direktor, sieben Richter, elf Subalterne und sechs Unterbeamte beschäftigt. Es war damit ein Land- und Stadtgericht 1. Klasse. Diese wirkten bei wesentlichen Fällen als Kollegialorgan.
1849 wurden die Land- und Stadtgerichte aufgelöst und durch Kreisgerichte ersetzt. Damit entstand das Kreisgericht Inowraclaw im Sprengel des Appellationsgerichts Bromberg.